# 辺城浪子
辺城浪子（へんじょうろうし）は、古龍による台湾の武俠小説。1972年に発表された。
本作の主人公にあたる葉開、傅紅雪はいずれも古龍の描く別の作品の主人公。そのため、本作はさかのぼって彼らの過去を描いた作品と言える。さらに言えば、作品の位置付けとしては、小李飛刀シリーズに分類され、『多情剣客無情剣』（1970年）から20年後という設定であり、幾人かの人物が共通して登場する。

## 概略
雪のふる寒い日、梅花庵で神刀荘の主、白天羽という大俠客が殺害された。白天羽は江湖でも指折りの刀の使い手だったが、卑怯にも大勢の武芸者の闇討ちを受け、哀れにも真っ白な雪を真紅に染めたのだった。
それから18年後、漆黒の衣装に身を包み、傅紅雪という名の若者が江湖に現れる。この傅紅雪こそ白天羽の息子であり、父の復讐のため正体不明の仇敵を求めてさすらう。傅紅雪を見守り、ときには手助けをする風来坊、葉開。この葉開も18年前の事件について、浅からぬ因縁があるのだった。

## 登場人物

### 主要人物
葉開
天下の風来坊。各地で復讐のために奔走する傅紅雪に付きまとう。中盤までは物語の語り手であり、恋人の丁霊琳とともに傅紅雪について各地を転々とする。しかし、彼自身も梅花庵での惨劇の関係者。いかにも人生に達観したかのように含蓄のある言葉や人生論を口にすることが多いが、いまだ20歳前。
李尋歓について武芸を習い、小李飛刀も使用が可能。李尋歓からは武術のみならず、「慈愛」と「人を愛すること」を教わった。そのため、刀と言う「人を殺す道具」を「人を助ける道具」として扱うという、ある意味で殺すよりよほど難しい技術を身に付けている。
傅紅雪
本作の主人公。18年前に父・白天羽が正体不明の集団に殺害されてしまったため、母から復讐を命じられる。性格的には非常に暗く、てんかんの発作をもっているため常に精神は緊張状態。非常に老成しているが、葉開と同じく20歳前とかなり若い。恋愛関係には非常に不器用で、恋人の翠濃に辛らつな態度をとっていたが、ひとたび翠濃が自分のもとを去ったときは錯乱し酒におぼれて自堕落な生活をしていた。
足が不自由で歩行の際には右足を引きずっているが、軽功を使えば驚くべき速度で移動可能。葉開とは対照的に、彼の刀は人を殺すための道具。対戦相手は、その速度が並外れているため傅紅雪の刀を見ることすらできない。
路小佳
傅紅雪を殺すべく、馬空郡に雇われた刺客。年は若く、いまだ20歳に満たないが剣術の達人。剣は荊無命に習い、師と同様、突きの速度が異常に速い。また、葉開らと同じく18年前の白天羽殺人事件について重要な関係を持っている。
好物は落花生。この落花生は食べる以外にも殻付きの状態のまま投擲し武器の代わりにすることも多い。逆に嫌いな物は淫売であり、女性の不貞行為や娼婦には異常に厳しい。友人である薛大漢の妻が自分を誘惑したところ、これに激怒し婦人を殺害している。この過剰とも言える女性嫌いに対し、もと娼婦の翠濃は「あの路小佳は男じゃなくてぐにゃぐにゃのミミズだから女が嫌いなのさ」と評している。
翠濃
傅紅雪の恋人。元々は妓女だった。傅紅雪に対して尽くすものの、不器用で愛情を示さない傅紅雪に悲しんで一度は姿を消してしまった。また、翠濃自体も恋愛に関してはあまり器用な方ではなく、気を引こうとさまざまな手段に出ている。

### 関東万馬堂
馬空郡
関東万馬堂の主。神刀堂の白天羽とは義兄弟の契りを結んでいたが、18年前に白天羽を殺害。そ知らぬ顔で白天羽の復讐を江湖に誓い義俠心をアピールし、江湖の評判を得る。また、神刀堂が消滅に伴い零細だった万馬堂は一挙に台頭、巨万の富を得る。
傅紅雪の復讐を恐れ、路小佳などの刺客を雇うなど、自分と自分の財産を守るためなら卑劣な手段にでることを厭わない。
公孫断
馬空群の友達。いまは万馬堂の主となった馬空群の腹心の部下となっている。猪突猛進なところがあるが、好漢である。傅紅雪と戦い、その刀を受けて死亡した。
馬芳鈴
馬空群の娘。傅紅雪に心を寄せるが、傅紅雪に振られてからは彼をひどく恨むようになる。のち、丁家荘の丁霊甲と結婚。丁霊甲の力を借り、傅紅雪を亡きものにしようとした。

### 丁家荘
丁霊琳
葉開の恋人。
丁乗風
丁家荘の主。18年前、梅花庵での事件には参加していない。
丁霊鶴
丁乗風の長男。剣術の達人で、道士の服装をしている。弟の丁霊中とともに白家の神刀を破る剣術を習得するも傅紅雪に敗れる。
丁霊甲
丁乗風の次男。馬芳鈴と結婚するも、傅紅雪に破れ、右腕を失う。
丁霊中
丁乗風の三男。出生の秘密に耐え切れず、路小佳に不意打ちをしかける。

### その他
李尋歓
『多情剣客無情剣』の主人公。上官金虹との激闘に勝利し、金銭幇を壊滅させた後は江湖を引退。そのため、本作には登場しない。阿飛が、「年に一度は会っている」と発言していることから、いまだ存命と思われる。葉開の師匠であり、江湖では伝説的な英雄。葉開によれば、上官金虹との戦いの後、さらに数々の活躍をしたとの話だが、本作では明らかにされなかった。
阿飛
『多情剣客無情剣』のもう一人の主人公。若いころも剣術の達人であったが、飛剣客と尊称されている。もっとも、今では剣を持ち歩いておらず、代わりに白楊の棍棒を腰にさしている。葉開によれば、「今ではこの棍棒こそが天下で一番恐ろしい剣だ」とのことであり、傅紅雪に戦わずして敗北を認めさせるほどの迫力をもっている。
荊無命
『多情剣客無情剣』に登場していた剣客。今では隻腕となっているが、腕は衰えていない。傅紅雪を倒すべく雇われている路小佳の師匠であり、路小佳には息子のように愛情を持っている。機会があれば再び李尋歓と戦いたいと考えていたが、葉開の小李飛刀を見て李尋歓には敵わないことを悟り、路小佳とともに姿を消した。

## 書誌情報
単行本
- 小学館文庫・岡崎由美訳

1. 辺城浪子一 ISBN 4094028250
2. 辺城浪子ニ ISBN 4094028269
3. 辺城浪子三 ISBN 4094028277
4. 辺城浪子四 ISBN 4094028285